# Канделяриелла жёлтоглазковая
Канделяриелла жёлтоглазковая (лат. Candelariella xanthostigma) — вид лишайников семейства Канделяриевые.

## Синонимы
- Blastenia xanthostigma (Pers. ex Ach.) Müll. Arg., 1862
- Caloplaca xanthostigma (Pers. ex Ach.) H. Olivier, 1909
- Candelaria xanthostigma (Pers. ex Ach.) Kieff., 1895
- Candelariella vitellina var. xanthostigma (Pers. ex Ach.) Elenkin, 1907
- Lecanora xanthostigma (Pers. ex Ach.) Cromb., 1882
- Lecanora xanthostigma (Pers. ex Ach.) Röhl., 1813
- Lichen xanthostigmus Pers. ex Ach., 1810basionym

## Описание
Слоевище очень маленькое, мелкозернистое, нередко состоящее из рассеянных, обособленных мелких зёрнышек или мучнисто-лепрозное, иногда совсем незаметное. Апотеции встречаются изредка, мелкие, 0,2—0,9 мм в диаметре. Диск сначала плоский, затем выпуклый, цвета воска до жёлто-оранжевого, окружённый тонким, цельным или лепрозным слоевищным краем. Эпитеций 3—6 мкм высоты, бледно-жёлтый, зернистый. Гипотеций 70—80 мкм высоты, бесцветный. Гимений 65—75 мкм высоты, бесцветный. Парафизы рыхло соединённые, простые, на верхушках головчато утолщённые. Сумки вздуто-булавовидные, с 12—32 продолговатыми или яйцевидными, одно- и ложнодвуклеточными спорами 9—12 (15)×4—5,2 мкм. Споры развиваются редко.

## Среда обитания и распространение
На коре лиственных, нередко плодовых деревьев, очень редко на хвойных, обнажённой и обработанной древесине, редко на растительных остатках, в горных и равнинных условиях. Распространённый и нередко встречающийся лишайник.
Европа, Азия, Северная Америка.
В России — арктическая и европейская часть, Западная Сибирь, Кавказ.